# Исаак Исраэли
Исаа́к бен Соломо́н Исраэли́ (ивр. ר' יצחק בן שלמה הישראלי ‎ — Ицха́к бен Шломо́ ха-Исреэли́, араб. إسحاق بن سليمان الإسرائيلي‎; Исаак Израэли Старший; около 850, Египет — 950, Кайруан, Тунис) — египетский и еврейский врач, философ-неоплатоник и комментатор Писания. Считался одним из великих врачей средневековья. Автор трактатов по медицине, философии, логике и метафизике на арабском языке.

## Биография

Omnia opera

Родился в Египте и начал свою медицинскую карьеру как окулист. Считался человеком, «знающим все семь наук». В возрасте около 50 лет переехал в Кайруан (совр. Тунис), где изучал медицину под руководством Исхака ибн Имрана). В Кайруане достиг апогея своей врачебной славы, и написанные им там сочинения на арабском языке были признаны мусульманскими медиками «дороже драгоценных камней». Его лекции привлекали огромное число слушателей. Около 904 года получил пост придворного медика у последнего аглабидского правителя Зиядет-Аллаха. Спустя пять лет, когда халиф Убайдаллах аль-Махди, основатель династии Фатимидов, овладел Северной Африкой, столицей которой был Кайруан, Исраэли перешёл к нему на службу.
Халиф чрезвычайно полюбил общество своего врача, восторгаясь его остроумием, находчивостью и глубокими познаниями. По требованию аль-Махди Исраэли составил на арабском языке несколько медицинских сочинений, которые в 1087 году были переведены на латинский язык монахом Константином Карфагенским, объявившим себя их автором. Прошло свыше четырёх столетий, пока лионский издатель этих трудов (1515) не раскрыл плагиата и издал труды Исраэли под заглавием «Opera omnia Isaci», причём сам впал в заблуждение, приняв в сборник и приписав Исраэли, среди прочих, ряд исследований других врачей.
Исраэли стал основоположником медицинской школы, из которой вышли Дунаш ибн Тамим и известный арабский врач Ибн аль-Джаззар, и первым евреем — автором медицинских трудов на арабском языке. Исраэли является также родоначальником неоплатонизма в еврейской философии.
Исраэли поддерживал связь с великими еврейскими мудрецами своего поколения, такими как рабби Саадия Гаон, который интересовался его мнением по различным вопросам.

## Философские воззрения
Исаак Исраэли определял философию в качестве приближения к Богу. Он подчеркивал свою веру в Сотворение мира из ничего (ex nihilo). По его мнению, причина существования мира — мудрость и благость Творца, которые Он желал проявить в мире.
Исраэли был приверженцем учения об элементах Аристотеля и считал, что душа представляет собой субстанцию, не зависящую от тела. Он считал, что различные ступени реальности — это ряд эманаций интеллекта — результата соединения созданных Богом первичной материи и первобытной формы (автор называет её также «мудрость»). Душе человека присуще стремление соединиться с высшим сиянием мудрости. Достигая этой ступени, душа испытывает блаженство рая.
Предназначение человека, по его мнению, — познание Истины и добрые дела, за которыми последует награда. Высшая же награда — соединение Божественной души с Высшей душой, вплоть до «Божественного света».
Исраэли полагал, что пророческое видение во сне является проявлением интеллекта в образных формах, представляющих нечто среднее между материей и духом, доступных воображению. По его словам, в словах пророков проявляется вера в чистой форме для мудрых и в чувственной оболочке для масс.

### Суть учения
Исраэли говорит о том, что первыми были сотворены Могуществом и Волей две простые субстанции — Материя и Форма; из них же состоит Разум — первое звено эманационной цепи. Ключевым является предположение, что каждая последующая ипостась получает от предшествующей не только свет, но также тень и темноту, и что тень и темнота на каждой стадии становятся все более густыми, чем объясняется постепенное ослабление духовной силы. В «Книге определений» используется следующее описание: низшая субстанция обретает существование «на горизонте и в тени» или «на горизонте и из тени» высшей субстанции.
Последовательность субстанций такова: 

а) Разум, самая благородная и высокая из субстанций, подверженная непосредственно воздействию Могущества и Воли, ибо они образуют мудрость, которая есть форма Разума;
б) Словесная Душа, которая получает свет свой от Разума и нуждается в научении и упражнении, чтобы сделать действительным то, что заключено в ней потенциально;
в) Животная душа, которая получает свет от Словесной Души и обладает телесными чувствами;
г) Растительная Душа, имеющая лишь инстинкт воспроизводства, получает свет от Животной Души;
д) Природа — субстанция, наиболее удаленная от Истинного Света и потому являющаяся телесной.
Далее, за природой следуют: 

е) Стихии — Земля, Вода, Воздух и Огонь.
Когда Исраэли говорит, что четырём элементам не предшествует ничего кроме Всемогущества Бога, он имеет в виду, что процесс изменения и становления в подлунном мире прекращается, когда элементы достигают своего верхнего предела. То, что находится выше элементов, принадлежит к интеллигибельному миру; и процесс возникновения одного элемента из другого — это духовный процесс, эманация. Сфера (небо) находится на границе телесного и интеллигибельного, и сама является продуктом эманации, хотя и создает элементы своим движением — это процесс, который нельзя сравнить ни с эманацией, ни с возникновением и разложением (уничтожением) в подлунном мире.
Душа следует за Разумом и подразделяется на высший и низший уровень — последний Исраэли называет Сферой или Природой. Следуя «Теологии Аристотеля» (арабское переложение ряда текстов Плотина), Исраэли переносит аристотелевскую структуру индивидуальной души (словесная (logistikÒn), животная, растительная) на универсальную (всеобщую) душу, связывая с этими тремя ипостасями души Сферу как последнюю квазидуховную субстанцию. Когда мы достигаем Сферы, процесс затемнения заходит настолько далеко, что произведённое становится материальным и доступным для зрительного восприятия. Разум и три Души, проистекающие из него по порядку, не индивидуальны, а имеют космический характер, как это представлял себе и Плотин.

## Основные сочинения
Христианские схоласты средневековой Европы знали Исраэли как еврейского врача и философа. Исаак Исраэли написал на арабском трактаты по медицине, философии, логике и метафизике, которые были переведены в Средние века на иврит, испанский и латинский языки, благодаря чему о нем узнали Альберт Великий, Фома Аквинский, Винсент Бовэзский и др.

### Медицинские трактаты
Некоторые из них в 1087 году были переведены на латынь христианским монахом Константином Африканским. В дальнейшем они использовались без имени автора в качестве учебников в медицинской школе в Салерно (старейшем университете Западной Европы). Имя автора стало известно не раньше 1515 года, когда в Лионе были опубликованы «Opera Omnia Isaci» (с лат. — «Работы Исаака»).
- 1) «Китаб аль-хуммайят» (كتاب الحميات‎) — обширный трактат, в 5 книгах, о всевозможных лихорадках, согласно учениям древних врачей, преимущественно Гиппократа;
- 2) «Китаб аль-адвия аль-муфрада ва-ль-агзия» (كتاب الأدوية المفردة والأغذية‎) в четырех частях, о лекарствах и пищевых продуктах. Первая часть, состоящая из 20 глав, была переведена Константином на латинский язык под заглавием «Diaetae universales» и анонимным переводчиком на еврейский язык под заглавием «Tibe ha-Mezonoth». Остальные три части носили в латинском переводе название «Diaetae particulares»; имеется основание предположить, что они были переведены, в свою очередь, с латинского языка на еврейский под заглавием «Sefer ha-Missadim» или «Sefer ha-Maakhalim».
- 3) «Китаб аль-бауль» (كتاب البول‎ — «Книга о моче») — трактат о моче; сам автор сделал краткое извлечение из этого сочинения.
- 4) «Китаб аль-Истиксат» (كتاب الاسطقسات‎ — «Книга о первоэлементах») — медицинско-философское исследование об элементах, причём автор следует Аристотелю, Гиппократу и Галену. Еврейский перевод «Сефер ха-Йесодот» («Книга о первоэлементах»[6]) принадлежит барселонцу Аврааму ибн-Хасдай и был выполнен по поручению грамматика Давида Кимхи.
- 5) «Manhig ha-Rofeim» или «Musar hа-Rofeim» — руководство для врачей из 50 параграфов и переведенное на еврейский язык (с утраченного арабского оригинала). Давид Кауфман перевёл его на немецкий язык под заглавием «Propädeutik der Aerzte» (Berliners Magazin, XI, 97—112).
- «Kitab fi al-Tirjak» — о противоядиях.

### Философские
- «Китаб аль-Истиксат» (كتاب الاسطقسات‎ — «Книга о первоэлементах») — главное сочинение Исаака Исраэли. Написанное по-арабски, оно было переведено на иврит под заглавием «Sefer haYesodoth» и на латынь под заглавием «De Elementis».
- «Китаб аль-худуд ва ар-русум» (كتاب الحدود و الرسوم‎ — «Книга определений и описаний») — в котором автор рассматривает аристотелевские «четыре причины сущего» и даёт определение 56 философским понятиям. Труд переведён на еврейский язык Ниссимом бен-Соломон (XIV век) под заглавием «Sefer ha-Gebulim we ha-Rescbumim». Латинский перевод упоминается в начале «Opera omnia Isaci»[5].
- «Китаб бустан аль-хикма» (كتاب بستان الحكمة‎ — «Сад мудрости») — трактат по метафизике[5].
- «Китаб аль-хикма» (كتاب الحكمة‎ — «Книга мудрости») — по философии[5].
- «Китаб аль-мадхаль фи-ль-мантик» (كتاب المدخل في المنطق‎ — «Книга введения в логику») — по логике[5].
- «Sefer ha-Ruach wе ha-Nefesch» — еврейский перевод философского трактата о различии между духом и душой, был издан Штейншнейдером в «Hakarmel» (1871, 400—405). Издатель был убеждён, что трактат представлял лишь составную часть более обширного сочинения Исраэли[5].
- Философские комментарии к Книге Бытия, в 2 частях, из которыхх одна посвящена Быт. 1:20[5].
- Комментарии к «Сефер Йецира» («Книга Творения»), мистического сочинения, старейшей известной работы по Каббале.